# Heinrich Mylius (Konstrukteur)

Tretkurbelrad von Heinrich Mylius (1845)

Heinrich Mylius (* 5. September 1813 in Friedrichsthal; † 29. Juni 1892 in Cleveland) war ein deutscher Mechaniker, Mundartdichter und Konstrukteur des ersten Tretkurbelfahrrads.
1845 soll Heinrich Mylius in Themar ein Zweirad gebaut haben, das noch vor dem Fischer-Tretkurbelrad (1853) mit Tretkurbeln am Vorderrad ausgestattet war. Das Datum gilt jedoch als strittig. Im Vergleich zum Fischer-Rad fällt die eigenartige Hinterradgabel auf, die für ein älteres Herstellungsjahr spricht. Über einen Hebelarm konnte die Schleifbremse am Hinterrad betätigt werden, die Lenkstange war waagerecht. Es ist nicht auszuschließen, dass sich Mylius und Fischer kannten; beide wohnten nur etwa 80 km voneinander entfernt. Das Original befindet sich heute im Fahrzeugmuseum Suhl. Heinrich Mylius floh im Zuge der Revolution von 1848/1849 nach Amerika.